# 政府端末でのTikTok禁止法
政府端末でのTikTok禁止法（No TikTok on Government Devices Act）は、すべての連邦政府端末でのTikTokの使用を禁止するアメリカ合衆国連邦法である。もともとは2020年に単独の法案として提出されていたが、2022年12月29日にジョー・バイデン大統領によって2023年統合歳出法の一部として署名された。

## 立法経緯
政府端末でのTikTok禁止法（No TikTok on Government Devices Act, S. 3455）は、もともとジョシュ・ホーリー上院議員（共和党・ミズーリ州）によって2020年に提出され、2020年8月6日に全会一致で連邦上院を通過した、法案（S. 1143）はホーリー上院議員によって2021年4月15日に再提出され、2022年12月14日に再び全会一致で上院を通過した。
法案はその後、2023年統合歳出法のディビジョンRとして年末のオムニバス歳出法案に盛り込まれ、2022年12月22日に上院を68対29、同月23日に下院を225対201対1で通過した後、2022年12月29日にジョー・バイデン大統領が署名して成立した。

## 規定
この法律は連邦政府および政府機関のすべての機器でTikTokのダウンロードや使用を禁止し、その削除を義務付けている。この法律は行政管理予算局、一般調達局、サイバーセキュリティ・社会基盤安全保障庁長官、国家情報長官、国防長官によって施行された。例外として、法執行、国家安全保障、または安全保障研究目的のために許可された場合にのみ使用できる。

## 関連する州法
2023年1月時点でアメリカ合衆国50州のうち28州が州政府機関、職員、請負業者が政府支給の機器でのTikTokの使用を禁止することを発表または制定している。 
| 州                 | 禁止令制定者                     | 政党   | 日付            | 出典          |
| ------------------ | -------------------------------- | ------ | --------------- | ------------- |
| アラバマ           | ケイ・アイヴィー知事             | 共和党 | 2022年12月13日  | [ 8 ]         |
| アーカンソー       | サラ・ハッカビー・サンダース知事 | 共和党 | 2023年1月10日   | [ 9 ]         |
| フロリダ           | ジミー・パトロニス最高財務責任者 | 共和党 | August 11, 2020 | [ 10 ]        |
| ジョージア         | ブライアン・ケンプ知事           | 共和党 | 2022年12月15日  | [ 11 ]        |
| アイダホ           | ブラッド・リトル知事             | 共和党 | 2022年12月14日  | [ 12 ]        |
| インディアン       | インディアナ州技術局             | N/A    | 2022年12月7日   | [ 13 ]        |
| アイオワ           | キム・レイノルズ知事             | 共和党 | 2022年12月13日  | [ 14 ]        |
| カンザス           | ローラ・ケリー知事               | 民主党 | 2022年12月28日  | [ 15 ]        |
| ケンタッキー       | アンディ・ベシャー知事           | 民主党 | 2023年1月12日   | [ 16 ] [ 17 ] |
| ルイジアナ         | カイル・アルドワン州務長官       | 共和党 | 2022年12月19日  | [ 18 ]        |
| メイン             | メイン州情報技術局               | N/A    | 2023年1月19日   | [ 19 ]        |
| メリーランド       | ラリー・ホーガン知事             | 共和党 | 2022年12月6日   | [ 20 ]        |
| ミシシッピ         | テイト・リーヴス知事             | 共和党 | 2023年1月11日   | [ 21 ]        |
| モンタナ           | グレッグ・ジアンフォルテ知事     | 共和党 | 2022年12月16日  | [ 22 ]        |
| ネブラスカ         | ピート・リケッツ知事             | 共和党 | 2020年8月12日   | [ 23 ]        |
| ニューハンプシャー | クリス・スヌヌ知事               | 共和党 | 2022年12月15日  | [ 11 ]        |
| ニュージャージー   | フィル・マーフィー知事           | 民主党 | 2023年1月9日    | [ 24 ]        |
| ノースカロライナ   | ロイ・クーパー知事               | 民主党 | 2023年1月12日   | [ 25 ]        |
| ノースダコタ       | ダグ・バーガム知事               | 共和党 | 2022年12月13日  | [ 26 ]        |
| オハイオ           | マイク・デワイン知事             | 共和党 | 2023年1月8日    | [ 27 ]        |
| オクラホマ         | ケヴィン・スティット知事         | 共和党 | 2022年12月8日   | [ 28 ]        |
| サウスカロライナ   | ヘンリー・マクマスター知事       | 共和党 | 2022年12月5日   | [ 29 ] [ 30 ] |
| サウスダコタ       | クリスティ・ノーム知事           | 共和党 | 2022年11月29日  | [ 31 ]        |
| テネシー           | ビル・リー知事                   | 共和党 | 2022年12月10日  | [ 32 ]        |
| テキサス           | グレッグ・アボット知事           | 共和党 | 2022年12月7日   | [ 33 ]        |
| ユタ               | スペンサー・コックス知事         | 共和党 | 2022年12月12日  | [ 34 ]        |
| バージニア         | グレン・ヤンキン知事             | 共和党 | 2022年12月16日  | [ 35 ]        |
| ウィスコンシン     | トニー・エヴァース知事           | 民主党 | 2023年1月12日   | [ 36 ]        |